# Куруглієв Даурен Халідович
Даурен Халідович Куруглієв (рос. Даурен Халидович Куруглиев; нар. 12 липня 1992) — російський та грецький борець вільного стилю, триразовий чемпіон Європи, чемпіон Європейських ігор, володар Кубку світу, бронзовий призер Олімпійських ігор. Майстер спорту міжнародного класу з вільної боротьби.

## Життєпис
Боротьбою почав займатися з 2002 року. До 16 років займався боротьбою в рідному Дербенті, а потім переїхав до Ставрополя, де вступив до училища олімпійського резерву.
Першого найзначнішого результату на «дорослому» килимі Даурен домігся в 2012 році, ставши бронзовим призером Гран-прі «Іван Яригін». Після цього він переїжджає до Махачкали. Є представником спортивної школи «Динамо» міста Махачкала. Тренери — Маїрбек Юсупов, Микола Бєлов, Ольга Смирнова. У збірній команді Росії з 2013 року.
Чемпіон Росії 2018 року.
У 2016 році закінчив факультет фізичної культури Чуваського державного педагогічного університету імені І. Я. Яковлєва.

### Родина
Рідний дядько Даурена Магомед Куруглієв — борець вільного стилю, бронзовий призер чемпіонату світу, срібний та дворазовий бронзовий призер чемпіонатів Азії, срібний та дворазовий бронзовий призер Азійських ігор, учасник трьох Олімпійських ігор у складі збірної Казахстану.

## Спортивні результати на міжнародних змаганнях

### Виступи на Олімпіадах
| Змагання                    | Збірна | Вагова категорія          | Місце  |
| --------------------------- | ------ | ------------------------- | ------ |
| Літні Олімпійські ігри 2024 | Греція | вільна боротьба, до 86 кг | Бронза |

### Виступи на Чемпіонатах світу
| Змагання                        | Збірна | Вагова категорія          | Місце |
| ------------------------------- | ------ | ------------------------- | ----- |
| Чемпіонат світу з боротьби 2018 | Росія  | вільна боротьба, до 86 кг | 5     |

### Виступи на Чемпіонатах Європи
| Змагання                         | Збірна | Вагова категорія          | Місце  |
| -------------------------------- | ------ | ------------------------- | ------ |
| Чемпіонат Європи з боротьби 2017 | Росія  | вільна боротьба, до 86 кг | Золото |
| Чемпіонат Європи з боротьби 2023 | Греція | вільна боротьба, до 86 кг | Золото |
| Чемпіонат Європи з боротьби 2024 | Греція | вільна боротьба, до 86 кг | Золото |
| Чемпіонат Європи з боротьби 2025 | Греція | вільна боротьба, до 92 кг | Золото |

### Виступи на Європейських іграх
| Змагання              | Збірна | Вагова категорія          | Місце  |
| --------------------- | ------ | ------------------------- | ------ |
| Європейські ігри 2019 | Росія  | вільна боротьба, до 86 кг | Золото |

### Виступи на Кубках світу
| Змагання                    | Збірна | Вагова категорія          | Місце  |
| --------------------------- | ------ | ------------------------- | ------ |
| Кубок світу з боротьби 2015 | Росія  | вільна боротьба, до 86 кг | 4      |
| Кубок світу з боротьби 2019 | Росія  | команда                   | Золото |
| Кубок світу з боротьби 2020 | Росія  | вільна боротьба, до 86 кг | Золото |

### Виступи на інших змаганнях
| Змагання                                                      | Збірна | Вагова категорія                 | Місце  |
| ------------------------------------------------------------- | ------ | -------------------------------- | ------ |
| Турнір Олександра Медведя 2011                                | Росія  | вільна боротьба, до 74 кг        | 9      |
| Турнір Алі Алієва 2011                                        | Росія  | вільна боротьба, до 74 кг        | 21     |
| Золотий Гран-прі з боротьби 2012 (Красноярськ)                | Росія  | вільна боротьба, до 74 кг        | Бронза |
| Гран-прі «Іван Яригін» 2013                                   | Росія  | вільна боротьба, до 84 кг        | 20     |
| Турнір Олександра Медведя 2013                                | Росія  | вільна боротьба, до 84 кг        | 5      |
| Інтерконтінентальний кубок з боротьби 2013                    | Росія  | вільна боротьба, до 84 кг        | 5      |
| Кубок Рамзана Кадирова 2013                                   | Росія  | вільна боротьба, до 84 кг        | Срібло |
| Золотий Гран-прі з боротьби 2013 (Баку)                       | Росія  | вільна боротьба, до 84 кг        | 5      |
| Гран-прі «Іван Яригін» 2014                                   | Росія  | вільна боротьба, до 86 кг        | 8      |
| Турнір Алі Алієва 2014                                        | Росія  | вільна боротьба, до 86 кг        | 10     |
| Турнір «Олімпія» 2014                                         | Росія  | вільна боротьба, до 86 кг        | Золото |
| Золотий Гран-прі з боротьби 2014 (Баку)                       | Росія  | вільна боротьба, до 86 кг        | 10     |
| Інтерконтінентальний кубок з боротьби 2014                    | Росія  | вільна боротьба, до 86 кг        | Бронза |
| Гран-прі «Іван Яригін» 2015                                   | Росія  | вільна боротьба, до 86 кг        | Бронза |
| Турнір «Олімпія» 2015                                         | Росія  | вільна боротьба, до 86 кг        | Золото |
| Турнір Алі Алієва 2015                                        | Росія  | вільна боротьба, до 86 кг        | Срібло |
| Кубок Рамзана Кадирова 2015                                   | Росія  | вільна боротьба, до 86 кг        | Золото |
| Інтерконтінентальний кубок з боротьби 2015                    | Росія  | вільна боротьба, до 86 кг        | Золото |
| Міжнародний турнір Дінмухамеда Кунаєва 2015                   | Росія  | вільна боротьба, до 86 кг        | Золото |
| Гран-прі «Іван Яригін» 2016                                   | Росія  | вільна боротьба, до 86 кг        | Бронза |
| Кубок Президента Бурятської Республіки з боротьби 2016        | Росія  | вільна боротьба, до 86 кг        | Золото |
| Турнір Алі Алієва 2016                                        | Росія  | вільна боротьба, до 86 кг        | Золото |
| Міжнародний турнір Дінмухамеда Кунаєва 2016                   | Росія  | вільна боротьба, до 86 кг        | Золото |
| Гран-прі «Іван Яригін» 2017                                   | Росія  | вільна боротьба, до 86 кг        | Золото |
| Турнір Яшара Догу 2017                                        | Росія  | вільна боротьба, до 86 кг        | Золото |
| Кубок Ахмата Кадирова 2017                                    | Росія  | вільна боротьба, до Teamevent кг | Золото |
| Гран-прі «Іван Яригін» 2018                                   | Росія  | вільна боротьба, до 86 кг        | 9      |
| Кубок Президента Бурятської Республіки з боротьби 2018        | Росія  | вільна боротьба, до 86 кг        | Золото |
| Турнір Алі Алієва 2018                                        | Росія  | вільна боротьба, до 86 кг        | Золото |
| Чемпіонат Росії з боротьби 2018                               | Росія  | вільна боротьба, до 86 кг        | Золото |
| Гран-прі «Іван Яригін» 2019                                   | Росія  | вільна боротьба, до 86 кг        | Золото |
| Турнір Алі Алієва 2019                                        | Росія  | вільна боротьба, до 86 кг        | Срібло |
| Меморіал Вацлава Циолковського 2019                           | Росія  | вільна боротьба, до 86 кг        | Бронза |
| Міжнародний турнір Дінмухамеда Кунаєва 2019                   | Росія  | вільна боротьба, до 86 кг        | Золото |
| Гран-прі «Іван Яригін» 2020                                   | Росія  | вільна боротьба, до 86 кг        | Срібло |
| Чемпіонат Росії з боротьби 2020                               | Росія  | вільна боротьба, до 86 кг        | Золото |
| Чемпіонат Росії з боротьби 2021                               | Росія  | вільна боротьба, до 86 кг        | Срібло |
| Гран-прі «Іван Яригін» 2022                                   | Росія  | вільна боротьба, до 86 кг        | Золото |
| Меморіал Імре Поляка та Яноша Варги 2023                      | Греція | вільна боротьба, до 86 кг        | Срібло |
| Гран-прі Франції Анрі Деглана 2024                            | Греція | вільна боротьба, до 86 кг        | Золото |
| Олімпійський кваліфікаційний турнір з боротьби 2024 (Баку)    | Греція | вільна боротьба, до 86 кг        | 7      |
| Олімпійський кваліфікаційний турнір з боротьби 2024 (Стамбул) | Греція | вільна боротьба, до 86 кг        | Золото |